# Чейни, Джон (тренер)
Джон Чейни (англ. John Chaney; 21 января 1932, Джэксонвилл, Флорида — 29 января 2021) — американский баскетболист и баскетбольный тренер. С командой Государственного колледжа Чейни чемпион и тренер года II дивизиона NCAA (1978). С командой университета Темпл — 6-кратный победитель конференции Atlantic 10, 2-кратный обладатель Приза Генри Айбы национальному тренеру года (1987, 1988) и 5-кратный тренер года конференции Atlantic 10. Член Зала славы баскетбола (2001) и Зала славы студенческого баскетбола (2006).

## Биография
Родился в 1932 году в Джэксонвилле в бедной семье. Отец бросил семью, когда Джон был ребёнком, и мать, Эрли, работавшая прислугой, вышла замуж вторично. Отчим, Сильвестр Чейни, после Второй мировой войны перевёз семью в Филадельфию, где нашёл работу на верфи.
Выступая за среднюю школу имени Бенджамина Франклина, Джон в 1951 году был признан самым ценным игроком лиги публичных школ Филадельфии. По окончании школы благодаря спортивной стипендии поступил в колледж Бетюн-Кукман, дававший образование цветным студентам. Выступал за сборную вуза с 1951 по 1955 год и в 1953 году привёл её к титулу чемпионов Южной межвузовской спортивной конференции. Все четыре года выступлений включался в символическую сборную конференции, был также избран в символическую сборную малых вузов США, а в 1953 году признан самым ценным игроком чемпионата Национальной ассоциации межвузовского спорта (NAIA).
По окончании вуза в 1955 году начал профессиональную баскетбольную карьеру с выступлений за команду «Гарлем Глобтроттерс», но в том же году перешёл в Восточную баскетбольную лигу, где выступал за полупрофессиональные команды. Такой выбор был связан с тем, что в середине 1950-х годов цветные игроки всё ещё не допускались к выступлениям в НБА. Чейни выступал в Восточной лиге с 1955 по 1966 год, в том числе за клубы из Санбери, Уильямспорта и Хейзелтона. Играл на позиции защитника, на протяжении двух сезонов был также играющим тренером. В 1959 и 1960 годах признавался самым ценным игроком лиги, а в её символическую сборную избирался 7 раз. Игровую карьеру Чейни оборвали травмы, полученные в 1966 году в автомобильной аварии.
После завершения игровой карьеры Чейни продолжил работать как баскетбольный тренер, сначала в публичных школах Филадельфии. С командой школы имени Уильяма Сейра он выиграл 59 матчей, проиграв только 9, а затем принял под своё начало сборную средней школы имени Саймона Гратца, до него закончившую сезон с 1 победой в 18 матчах, и вывел её на положительный баланс побед и поражений (63-23 в период с 1966 по 1972 год). С 1972 года он занимал пост главного тренера Государственного колледжа Чейни, расположенного в пригороде Филадельфии. Команда этого вуза выступала во II дивизионе NCAA, и в 1978 году Джон Чейни привёл её к титулу чемпионов этого дивизиона. В общей сложности за 10 лет работы в этом вузе Чейни выводил его команду в национальный чемпионат 8 раз и одержал с ней 225 побед при 59 поражениях. Он также дважды признавался тренером года II дивизиона.
В 1982 году Чейни был назначен главным тренером баскетбольной сборной университета Темпл, став первым в истории чернокожим тренером сборной университета «Большой филадельфийской пятёрки» (куда входят также университеты Вилланова, Сент-Джозеф, Ла-Саль и Пенсильванский университет). До его прихода эта команда ни разу не участвовала в национальном этапе чемпионата NCAA хотя бы дважды подряд, однако уже в 1984 году под его руководством начала серию из пяти подряд выходов в национальный чемпионат, а с 1990 по 2001 год становилась участницей национального этапа 12 сезонов подряд. Первый сезон Чейни со сборной Университета Темпл, в 1982/83 годах, стал единственным, который команда закончила с отрицательной разницей побед и поражений (14-15), и единственным, в котором она не пробилась в плей-офф Национального пригласительного турнира или чемпионата I дивизиона.
В своей тренерской практике Чейни избегал излишней зависимости от звёзд — за всё время лишь один из его игроков, защитник Марк Мэйкон, был единогласно избран в символическую любительскую сборную США. В игре команды он больше всего ценил дисциплину, а худшей ошибкой игрока на площадке считал потерю мяча. Под руководством Чейни сборная университета Темпл играла зонно-личную защиту (англ. match-up zone defense), основанную на постоянной ротации и доставлявшую серьёзные неудобства нападению любой команды-соперницы. Университет Темпл благодаря ей входил в число команд с самым низким количеством пропускаемых очков в дивизионе.
Чейни не стеснялся вести очень жёсткую игру. Примером может служить встреча со сборной университета Сент-Джозеф в 2005 году, когда тренеру показалось, что соперники безнаказанно ставят не допускаемые правилами заслоны. В ответ он выпустил на площадку «громилу» — центрового Нехемию Инграма, который весил 250 фунтов (110 кг) и впоследствии играл за сборную университета Темпла по американскому футболу. Инграм провёл в игре только 4 минуты, за это время совершив 5 нарушений, и, среди прочего, в столкновении сломал руку нападающему соперников Джону Брайанту. Чейни, позднее оплативший Брайанту лечение, на пресс-конференции заявил, что это было «послание» всем соперникам и что он намерен использовать эту же тактику и дальше. В другом случае, в 1994 году, после проигранного на одно очко матча с командой университета Массачусетса Чейни, посчитавший, что тренер соперников Джон Калипари на протяжении игры слишком сильно давил на судей, едва не подрался с тем на послематчевой пресс-конференции и даже пригрозил его убить; это, однако, не помешало им впоследствии стать друзьями. Чейни был отстранён от ведения игр на один матч после скандала с Калипари и на пять матчей после эпизода с Инграмом.
В общей сложности за время работы со сборной университета Темпл (1982—2006) Чейни выиграл с ней 516 игр при 253 поражениях. Его команда 7 раз выигрывала регулярный сезон конференции Atlantic 10, 6 раз становилась её чемпионом и 5 раз пробивалась в финальную восьмёрку (англ. Elite Eight) национального турнира I дивизиона (в 1988, 1991, 1993, 1999 и 2001 годах), а в сезоне 1987/88 некоторое время лидировала в национальном рейтинге, закончив регулярный сезон с балансом 32-2 (в том числе 18-0 в конференции). Сам Чейни за это время пять раз завоевал титул тренера года конференции Atlantic 10, а в 1987 и 1988 годах дважды подряд становился обладателем Приза Генри Айбы, присуждаемого лучшему тренеру года NCAA Ассоциацией баскетбольных журналистов США.
В 2006 году Чейни завершил тренерскую карьеру, в общей сложности выиграв со своими командами 741 встречу и став первым в истории чернокожим тренером, одержавшим 700 побед. После этого он продолжал работать со спортивной программой университета Темпл как консультант. Джон Чейни умер в январе 2021 года в возрасте 89 лет, оставив после себя жену, Джин Диксон, двоих сыновей и дочь.

## Награды и звания
Игровая карьера
- Самый ценный игрок (MVP) Национальной ассоциации межвузовского спорта (NAIA, 1953)
- Двукратный MVP Восточной баскетбольной лиги (1959, 1960)

Тренерская карьера
- Чемпион II дивизиона NCAA (1978)
- Двукратный тренер года II дивизиона NCAA[3] (в том числе 1978[10])
- Шестикратный чемпион конференции Atlantic 10 (1985, 1987, 1988, 1990, 2000, 2001[8])
- Пятикратный тренер года конференции Atlantic 10 (1984, 1985, 1987, 1988, 2000[8])
- Двукратный тренер года NCAA (1987 — по версии Ассоциации баскетбольных журналистов США, 1988 — по версии Ассоциации баскетбольных журналистов, Национальной ассоциации баскетбольных тренеров, Associated Press и UPI[8])
- Член Зала славы баскетбола (2001)[4]
- Член Зала славы студенческого баскетбола (2006)[4]
- Член Зала спортивной славы Филадельфии (2005)[8]
- Член Зала славы университета Бетюн-Кукман (2000)[5]